# 파라다이스 (1982년 영화)
파라다이스(Paradise)는 캐나다에서 제작된 스튜어트 길라드 감독의 1982년 드라마 영화이다. 윌리 아메스 등이 주연으로 출연하였고 로버트 란토스 등이 제작에 참여하였다.

## 출연

### 주연
- 윌리 아메스
- 피비 케이츠

### 조연
- 리처드 커녹
- 닐 비펀드
- 아비바 막크스

## 제작진
- 프로듀서: 진 코먼
- 공동제작: 웬디 그린
- 협력프로듀서: 로렌스 네시스
- 조감독: 짐 카프만
- 조감독: 짐 카프만